# Paleonura petebellingeri
Paleonura petebellingeri – gatunek skoczogonka z rzędu Poduromorpha i rodziny Neanuridae.
Gatunek ten opisali w 2007 roku José G. Palacios-Vargas i José Carlos Simón Benito.  Holotyp odłowiono w Skyline Caverns. Epitet gatunkowy upamiętnia Petera F. Bellingera.
Skoczogonek ten ma białe, głównie bardzo delikatnie granulowane ciało długości 570–1050 μm. Guzki na ciele widoczne tylko w przypadku tylnych segmentów odwłoka. Makroszczecinki grube, a mikroszczecinki cienkie. Czułki o pierwszym członie z 7 szczecinkami, drugim członie z 11 szczecinkami, trzecim członie z organem zmysłowym wyposażonym w dwie kuliste szczecinki zmysłowe na fałdce kutykularnej i dwie szczecinki ochronne, a czwartym członie z 8 szczecinkami zmysłowymi. Głowa bezoka, w okolicach ocznych ma po dwie makro- i po jednej mikroszczecince. Na cewce brzusznej dwa rządki po 4 szczecinki. Widełki skokowe są szczątkowe, wyposażone w 5 makro- i 6 mikroszczecinek. Guzki analne mają po 12 makro- i po 2 mikroszczecinki.
Stawonóg ten znany jest wyłącznie ze ściółki z lokalizacji typowej w Wirginii.